# Район Цзіньшань
Цзіньшань (кит.: 金山区;трад. китайська: 金山區) — район Шанхая, КНР. Площа району 586,05 км², населення 527.062 чол (2003). Щільність населення 899 чоловік на км².
На території району розташована велика кількість підприємств нафтохімічної галузі в тому числі «Шанхайська нафтохімічна компанія».